# ستيفانو بيتاريني
ستيفانو بيتاريني (بالإيطالية: Stefano Bettarini)‏ (مواليد 6 فبراير 1972) هو لاعب كرة قدم إيطالي محترف متقاعد لعب كمدافع وشخصية تلفزيونية. لعب مرة واحدة مع منتخب إيطاليا. كان أحد المتسابقين في برنامج Grande Fratello VIP ، 2016 [بحاجة لمصدر] وحاليا مقدم برنامج في L'Isola dei Famosi. [بحاجة لمصدر]